# Kreis Csurgó
Der Kreis Csurgó (ungarisch Csurgói járás) ist ein Kreis im Westen des südwestungarischen Komitats Somogy. Er grenzt im Osten an die Kreise Marcali und Nagyatád, im Süden an den Kreis Barcs und im Norden an den Kreis Nagykanizsa (Komitat Zala). Im Südwesten grenzen 5 Gemeinden an den Nachbarstaat Kroatien.

## Geschichte
Der Kreis ging während der ungarischen Verwaltungsreform Anfang 2013 unverändert mit allen 18 Gemeinden aus dem gleichnamigen Kleingebiet (ungarisch Csurgói kistérség) hervor.

## Gemeindeübersicht
Der Kreis Csurgó hat eine durchschnittliche Gemeindegröße von 900 Einwohnern auf einer Fläche von 27,57 Quadratkilometern. Die Bevölkerungsdichte des zweitbevölkerungsärmten Kreises liegt unter dem Komitatswert. In der Rangliste der Kreise in Ungarn mit der niedrigsten Bevölkerungsdichte steht der Kreis Csurgó an vierter Stelle. Der Verwaltungssitz befindet sich in der einzigen Stadt, Csurgó, im Zentrum des Kreises gelegen.
| Gemeinde          | Status       | Herkunft Kleingebiet | Einwohnerzahl | Einwohnerzahl | Einwohnerzahl | Fläche (km²) | Bevölkerungs- dichte (Ew./km²) |
| Gemeinde          | Status       | Herkunft Kleingebiet | 01.10.2011    | 01.01.2013    | 01.01.2016    | 01.01.2016   | Bevölkerungs- dichte (Ew./km²) |
| ----------------- | ------------ | -------------------- | ------------- | ------------- | ------------- | ------------ | ------------------------------ |
| Berzence *        | Großgemeinde | Csurgó               | 2.560         | 2.602         | 2.549         | 53,76        | 47,4                           |
| Csurgó            | Stadt        | Csurgó               | 5.214         | 5.229         | 4.932         | 59,42        | 83,0                           |
| Csurgónagymarton  | Gemeinde     | Csurgó               | 148           | 154           | 160           | 14,82        | 10,8                           |
| Gyékényes *       | Gemeinde     | Csurgó               | 1.014         | 988           | 1.003         | 33,76        | 29,7                           |
| Iharos            | Gemeinde     | Csurgó               | 448           | 460           | 461           | 22,68        | 20,3                           |
| Iharosberény      | Gemeinde     | Csurgó               | 1.276         | 1.271         | 1.270         | 49,66        | 25,6                           |
| Inke              | Gemeinde     | Csurgó               | 1.210         | 1.233         | 1.152         | 51,76        | 22,3                           |
| Őrtilos *         | Gemeinde     | Csurgó               | 497           | 474           | 460           | 21,12        | 21,8                           |
| Pogányszentpéter  | Gemeinde     | Csurgó               | 511           | 493           | 494           | 13,15        | 37,6                           |
| Porrog            | Gemeinde     | Csurgó               | 223           | 230           | 215           | 14,02        | 15,3                           |
| Porrogszentkirály | Gemeinde     | Csurgó               | 289           | 278           | 268           | 13,65        | 19,6                           |
| Porrogszentpál    | Gemeinde     | Csurgó               | 84            | 79            | 80            | 3,54         | 22,6                           |
| Somogybükkösd     | Gemeinde     | Csurgó               | 92            | 85            | 67            | 11,80        | 5,7                            |
| Somogycsicsó      | Gemeinde     | Csurgó               | 160           | 165           | 153           | 12,38        | 12,4                           |
| Somogyudvarhely * | Gemeinde     | Csurgó               | 1.042         | 1.025         | 984           | 40,42        | 24,3                           |
| Szenta            | Gemeinde     | Csurgó               | 403           | 388           | 383           | 64,47        | 5,9                            |
| Zákány *          | Gemeinde     | Csurgó               | 1.139         | 1.098         | 1.050         | 8,69         | 120,8                          |
| Zákányfalu        | Gemeinde     | Csurgó               | 552           | 555           | 518           | 7,09         | 73,1                           |
| Kreis Csurgó      |              |                      | 16.862        | 16.807        | 16.199        | 496,19       | 32,6                           |

* Grenzgemeinde zu Kroatien